# Mistrzostwa Europy w Lekkoatletyce 1958 – sztafeta 4 × 100 m kobiet
Sztafeta 4 × 100 metrów kobiet była jedną z konkurencji rozgrywanych podczas VI Mistrzostw Europy w Sztokholmie. Biegi eliminacyjne zostały rozegrane 23 sierpnia, a bieg finałowy 24 sierpnia 1958 roku. Zwycięzcą tej konkurencji została sztafeta radziecka w składzie: Wira Krepkina, Linda Kepp, Nonna Polakowa i Wałentyna Masłowska. W rywalizacji wzięło udział trzydzieści sześć zawodniczek z dziewięciu reprezentacji.

## Rekordy
| Rekord świata     | Australia · (Shirley Strickland, Norma Croker, Fleur Mellor, Betty Cuthbert)   | 44,5 | Melbourne, Australia | 01.12.1956 |
| Rekord Europy'    | Wielka Brytania · (Anne Pashley, Jean Scrivens, June Foulds, Heather Armitage) | 45,6 | Melbourne, Australia | 01.12.1956 |
| Rekord mistrzostw | ZSRR · (Wira Krepkina, Rimma Ulitkina, Marija Itkina, Irina Turowa)            | 45,8 | Berno, Szwajcaria    | 29.08.1954 |

## Wyniki

### Eliminacje
Bieg 1
| Miejsce | Reprezentacja | Zawodniczki                                                            | Czas | Uwagi |
| ------- | ------------- | ---------------------------------------------------------------------- | ---- | ----- |
| 1       | Niemcy        | Brigitte Weinmeister, Hannelore Sadau, Gisela Birkemeyer, Bärbel Mayer | 45,9 | Q     |
| 2       | Włochy        | Sandra Valenti, Letizia Bertoni, Maria Musso, Giuseppina Leone         | 46,2 | Q     |
| 3       | Polska        | Maria Chojnacka, Barbara Janiszewska, Celina Jesionowska, Maria Bibro  | 46,5 | Q     |
| 4       | Szwajcaria    | Gretel Bolliger, Fry Frischknecht, Alice Fischer, Alice Merz           | 50,8 |       |

Bieg 2
| Miejsce | Reprezentacja   | Zawodniczki                                                                      | Czas | Uwagi |
| ------- | --------------- | -------------------------------------------------------------------------------- | ---- | ----- |
| 1       | ZSRR            | Wira Krepkina, Linda Kepp, Nonna Polakowa, Wałentyna Masłowska                   | 45,7 | Q CR  |
| 2       | Holandia        | Johanna Bloemhof, Ine Spijk, Maria van Kuik, Joke Bijleveld                      | 46,1 | Q     |
| 3       | Wielka Brytania | Madeleine Weston, Dorothy Hyman, Claire Dew, Carole Quinton                      | 46,3 | Q     |
| 4       | Szwecja         | Maj-Lena Lundström, Marianne Johansson, Ulla-Britt Johansson, Britt Mårtensson   | 47,3 |       |
| –       | Francja         | Françoise Piccardy, Juliette Angenieux, Micheline Fluchot, Catherine Capdevielle | DQ   |       |

### Finał
| Miejsce | Reprezentacja   | Zawodniczki                                                            | Czas | Uwagi |
| ------- | --------------- | ---------------------------------------------------------------------- | ---- | ----- |
| 1       | ZSRR            | Wira Krepkina, Linda Kepp, Nonna Polakowa, Wałentyna Masłowska         | 45,3 | CR    |
| 2       | Wielka Brytania | Madeleine Weston, Dorothy Hyman, Claire Dew, Carole Quinton            | 46,0 |       |
| 3       | Polska          | Maria Chojnacka, Barbara Janiszewska, Celina Jesionowska, Maria Bibro  | 46,0 |       |
| 4       | Holandia        | Johanna Bloemhof, Ine Spijk, Maria van Kuik, Joke Bijleveld            | 46,2 |       |
| 5       | Włochy          | Sandra Valenti, Letizia Bertoni, Maria Musso, Giuseppina Leone         | 46,3 |       |
| 6       | Niemcy          | Brigitte Weinmeister, Hannelore Sadau, Gisela Birkemeyer, Bärbel Mayer | 46,4 |       |